# Elecciones municipales de 2016 en la Región del Biobío
Las elecciones municipales en la Región del Biobío se realizaron el 23 de octubre de 2016.

## Resultados regionales

### Alcalde
| Lista                           | Pacto o partido               | Sigla                       | Votos   | %?     | Cand.? | Alc.? | %? | ± %? | ± A.? |
| ------------------------------- | ----------------------------- | --------------------------- | ------- | ------ | ------ | ----- | -- | ---- | ----- |
| C                               | Poder Ecologista y Ciudadano  |                             | 9765    | 1,44   | 5      |       |    |      |       |
|                                 | Partido Ecologista Verde      | PEV                         | 2190    | 0,32   | 2      |       |    |      |       |
| Independientes Lista C          | ILC                           | 7575                        | 1,12    | 3      |        |       |    |      |       |
| E                               | Nueva Mayoría                 |                             | 294 063 | 43,50  | 54     |       |    |      |       |
|                                 | MAS Región                    | MAS                         | 20 405  | 3,02   | 1      |       |    |      |       |
| Partido Comunista               | PCCh                          | 6672                        | 0,99    | 1      |        |       |    |      |       |
| Partido Demócrata Cristiano     | PDC                           | 94 593                      | 13,99   | 17     |        |       |    |      |       |
| Partido por la Democracia       | PPD                           | 40 877                      | 6,05    | 9      |        |       |    |      |       |
| Partido Radical Socialdemócrata | PRSD                          | 57 606                      | 8,52    | 7      |        |       |    |      |       |
| Partido Socialista              | PS                            | 31 287                      | 4,63    | 6      |        |       |    |      |       |
| Independientes Lista E          | ILE                           | 42 322                      | 6,30    | 13     |        |       |    |      |       |
| F                               | Chile Vamos                   |                             | 235 322 | 34,81  | 52     |       |    |      |       |
|                                 | Renovación Nacional           | RN                          | 61 532  | 9,10   | 18     |       |    |      |       |
| Unión Demócrata Independiente   | UDI                           | 80 322                      | 11,88   | 15     |        |       |    |      |       |
| Independientes Lista F          | ILF                           | 93 468                      | 13,83   | 19     |        |       |    |      |       |
| I                               | Chile Quiere Amplitud         |                             | 5415    | 0,80   | 7      |       |    |      |       |
|                                 | Amplitud                      | AMPL                        | 4260    | 0,63   | 6      |       |    |      |       |
| Independientes Lista I          | ILI                           | 1155                        | 0,17    | 1      |        |       |    |      |       |
| M                               | Pueblo Unido                  |                             | 2401    | 0,36   | 2      |       |    |      |       |
|                                 | Partido Igualdad              | PI                          | 305     | 0,05   | 1      |       |    |      |       |
| Independientes Lista M          | ILM                           | 2096                        | 0,31    | 1      |        |       |    |      |       |
| O                               | Yo Marco por el Cambio        |                             | 7292    | 1,08   | 12     |       |    |      |       |
|                                 | Partido Progresista           | PRO                         | 5116    | 0,76   | 5      |       |    |      |       |
| Independientes Lista O          | ILO                           | 2176                        | 0,32    | 7      |        |       |    |      |       |
| P                               | Alternativa Democrática       |                             | 3832    | 0,57   | 3      |       |    |      |       |
|                                 | Partido Humanista             | PH                          | 3832    | 0,57   | 3      |       |    |      |       |
| Z                               | Independientes fuera de pacto | Ind                         | 117 932 | 17,44  | 46     |       |    |      |       |
| Total de votos válidos          | Total de votos válidos        | Total de votos válidos      | 676 022 | 96,97  |        |       |    |      |       |
| Votos nulos                     | Votos nulos                   | Votos nulos                 | 12 982  | 1,86   |        |       |    |      |       |
| Votos en blanco                 | Votos en blanco               | Votos en blanco             | 8120    | 1,16   |        |       |    |      |       |
| Total de sufragios emitidos     | Total de sufragios emitidos   | Total de sufragios emitidos | 697 124 | 100,00 |        |       |    |      |       |

## Provincia de Arauco

### Arauco
Alcalde
| Alcalde actual          | Mauricio Alarcón Guzmán (ILH) | Mauricio Alarcón Guzmán (ILH) | Mauricio Alarcón Guzmán (ILH) | Mauricio Alarcón Guzmán (ILH) | Mauricio Alarcón Guzmán (ILH) |
| Candidato               | Partido                       | Votos                         | %                             | Resultado                     | Información adicional         |
| ----------------------- | ----------------------------- | ----------------------------- | ----------------------------- | ----------------------------- | ----------------------------- |
| Nelson Leal Espinoza    | PRSD                          | 2 674                         | 20,90                         |                               |                               |
| Mauricio Alarcón Guzmán | ILF                           | 9 219                         | 72,05                         | Electo                        | Reelecto                      |
| Walter Rodríguez Leal   | IND                           | 902                           | 7,05                          |                               |                               |

Concejales
| Candidato                  | Partido | Votos | %     | Resultado | Información adicional |
| -------------------------- | ------- | ----- | ----- | --------- | --------------------- |
| Gonzalo Gayoso Sáez        | PS      | 1 254 | 10,08 | Electo    |                       |
| Virginia Sonia Pérez Lagos | ILE     | 707   | 5,69  | Electa    |                       |
| Jaime Gayoso Monsalve      | PRSD    | 821   | 6,60  | Electo    |                       |
| Juana Barroeta Larrondo    | RN      | 949   | 7,63  | Electa    | Reelecta              |
| Gonzalo Araneda Ruiz       | UDI     | 808   | 6,50  | Electo    | Reelecto              |
| Héctor René Azocar Peña    | ILE     | 545   | 4,38  | Electo    |                       |

### Cañete
Alcalde
| Alcalde actual               | Abraham Silva Sanhueza (PDC) | Abraham Silva Sanhueza (PDC) | Abraham Silva Sanhueza (PDC) | Abraham Silva Sanhueza (PDC) | Abraham Silva Sanhueza (PDC) |
| Candidato                    | Partido                      | Votos                        | %                            | Resultado                    | Información adicional        |
| ---------------------------- | ---------------------------- | ---------------------------- | ---------------------------- | ---------------------------- | ---------------------------- |
| Abraham Silva Sanhueza       | PDC                          | 4 531                        | 37,44                        |                              |                              |
| Jorge Radonich Barra         | RN                           | 7 153                        | 59,11                        | Electo                       |                              |
| Miguel Ángel Palta Sarmiento | PRO                          | 417                          | 3,45                         |                              |                              |

Concejales
| Candidato                      | Partido | Votos | %     | Resultado | Información adicional |
| ------------------------------ | ------- | ----- | ----- | --------- | --------------------- |
| Manuel Ignacio Marileo Astorga | ILE     | 793   | 6,76  | Electo    |                       |
| Adrián Viveros Gajardo         | PRSD    | 1 392 | 11,87 | Electo    | Reelecto              |
| Mario Lobo Bueno               | PRSD    | 418   | 3,57  | Electo    | Reelecto              |
| Pamela Salgado Molina          | PRSD    | 423   | 3,61  | Electa    |                       |
| Verónica Sandoval Ruiz         | RN      | 765   | 6,53  | Electa    | Reelecta              |
| Cristian Ariel Medina Cea      | ILF     | 2 487 | 21,21 | Electo    | Reelecto              |

### Contulmo
Alcalde
| Alcalde actual             | Diego Ibáñez Burgos (PS) | Diego Ibáñez Burgos (PS) | Diego Ibáñez Burgos (PS) | Diego Ibáñez Burgos (PS) | Diego Ibáñez Burgos (PS) |
| Candidato                  | Partido                  | Votos                    | %                        | Resultado                | Información adicional    |
| -------------------------- | ------------------------ | ------------------------ | ------------------------ | ------------------------ | ------------------------ |
| Diego Ibáñez Burgos        | PS                       | 788                      | 22,44                    |                          | Actual alcalde           |
| Mauricio Lebrecht Sperberg | UDI                      | 1 571                    | 44,73                    | Electo                   |                          |
| Carlos Leal Neira          | IND                      | 1 153                    | 32,83                    |                          |                          |

Concejales
| Candidato                    | Partido | Votos | %    | Resultado | Información adicional |
| ---------------------------- | ------- | ----- | ---- | --------- | --------------------- |
| Nelson Sanzana Salazar       | PS      | 182   | 5,30 | Electo    | Reelecto              |
| Juan Antonio Arellano Avello | IND     | 275   | 8,01 | Electo    | Reelecto              |
| Patricio Orellana Barrientos | PRSD    | 639   | 6,96 | Electo    | Reelecto              |
| Luis Aguayo Lacoste          | RN      | 185   | 5,39 | Electo    |                       |
| Eduardo Carrillo Neira       | RN      | 230   | 6,70 | Electo    |                       |
| Eduardo José Figueroa Fierro | (UDI)   | 261   | 7,60 | Electo    |                       |

### Curanilahue
Alcalde
| Alcalde actual           | Luis Gengnagel Gutiérrez (ILH) | Luis Gengnagel Gutiérrez (ILH) | Luis Gengnagel Gutiérrez (ILH) | Luis Gengnagel Gutiérrez (ILH) | Luis Gengnagel Gutiérrez (ILH) |
| Candidato                | Partido                        | Votos                          | %                              | Resultado                      | Información adicional          |
| ------------------------ | ------------------------------ | ------------------------------ | ------------------------------ | ------------------------------ | ------------------------------ |
| Leonidas Peña Henríquez  | PC                             | 6 672                          | 48,83                          |                                |                                |
| Luis Gengnagel Gutiérrez | ILF                            | 6 991                          | 51,17                          | Electo                         | Reelecto                       |

Concejales
| Candidato                           | Partido | Votos | %    | Resultado | Información adicional |
| ----------------------------------- | ------- | ----- | ---- | --------- | --------------------- |
| Alex Alejandro Calzadilla Velásquez | PDC     | 872   | 6,53 | Electo    | Reelecto              |
| Juan Roberto Fernández Castro       | ILE     | 986   | 7,39 | Electo    |                       |
| Luis Ceballos Benítez               | RN      | 894   | 6,70 | Electo    | Reelecto              |
| Sofía Contreras Coronado            | RN      | 785   | 5,88 | Electa    |                       |
| Andrés Aguilera Cruces              | UDI     | 1 139 | 8,53 | Electo    | Reelecto              |
| Juan Fonseca Gutiérrez              | PPD     | 1 228 | 9,20 | Electo    | Reelecto              |

### Lebu
Alcalde
| Alcalde actual            | Cristian Peña Morales (IND) | Cristian Peña Morales (IND) | Cristian Peña Morales (IND) | Cristian Peña Morales (IND) | Cristian Peña Morales (IND) |
| Candidato                 | Partido                     | Votos                       | %                           | Resultado                   | Información adicional       |
| ------------------------- | --------------------------- | --------------------------- | --------------------------- | --------------------------- | --------------------------- |
| Cristian Peña Morales     | ILE                         | 6 083                       | 66,83                       | Electo                      | Reelecto                    |
| Ricardo Venegas Maldonado | UDI                         | 2 709                       | 29,76                       |                             |                             |
| Margarita Lobos Gutiérrez | PH                          | 310                         | 3,41                        |                             |                             |

Concejales
| Candidato                      | Partido | Votos | %    | Resultado | Información adicional |
| ------------------------------ | ------- | ----- | ---- | --------- | --------------------- |
| Víctor Iván Echeverría Bustos  | PS      | 455   | 5,08 | Electo    |                       |
| Gonzalo Recabarren Torres      | PS      | 628   | 7,01 | Electo    |                       |
| Aldo Molina Barra              | ILE     | 767   | 8,56 | Electo    |                       |
| Roberto Chamorro Fernández     | PRSD    | 455   | 5,08 | Electo    | Reelecto              |
| Carlos Mariñan Venegas         | UDI     | 551   | 6,15 | Electo    |                       |
| Francisco Javier Yevenes Núñez | PCCh    | 754   | 8,42 | Electo    | Reelecto              |

### Los Álamos
Alcalde
| Alcalde actual      | Jorge Fuentes Fetis (UDI) | Jorge Fuentes Fetis (UDI) | Jorge Fuentes Fetis (UDI) | Jorge Fuentes Fetis (UDI) | Jorge Fuentes Fetis (UDI) |
| Candidato           | Partido                   | Votos                     | %                         | Resultado                 | Información adicional     |
| ------------------- | ------------------------- | ------------------------- | ------------------------- | ------------------------- | ------------------------- |
| Feizal Azat Gazale  | ILE                       | 3 660                     | 38,60                     |                           |                           |
| Jorge Fuentes Fetis | UDI                       | 5 822                     | 61,40                     | Electo                    | Reelecto                  |

Concejales
| Candidato                    | Partido | Votos | %     | Resultado | Información adicional |
| ---------------------------- | ------- | ----- | ----- | --------- | --------------------- |
| Viviana Olave Rosales        | PS      | 623   | 6,68  | Electa    |                       |
| Héctor Pinto Jara            | IND     | 538   | 5,77  | Electo    |                       |
| Víctor Manuel Bustos Urrutia | RN      | 456   | 4,89  | Electo    |                       |
| Pablo Vegas Verdugo          | UDI     | 995   | 10,67 | Electo    | Reelecto              |
| Pablo Cea Aguilera           | UDI     | 420   | 4,50  | Electo    |                       |
| María Silvia Burgos Arratia  | PCCh    | 627   | 6,72  | Electa    |                       |

### Tirúa
Alcalde
| Alcalde actual              | Adolfo Millabur Ñancuil (Independiente) | Adolfo Millabur Ñancuil (Independiente) | Adolfo Millabur Ñancuil (Independiente) | Adolfo Millabur Ñancuil (Independiente) | Adolfo Millabur Ñancuil (Independiente) |
| Candidato                   | Partido                                 | Votos                                   | %                                       | Resultado                               | Información adicional                   |
| --------------------------- | --------------------------------------- | --------------------------------------- | --------------------------------------- | --------------------------------------- | --------------------------------------- |
| Santo Reinao Millahual      | PPD                                     | 1203                                    | 23,49%                                  |                                         |                                         |
| Juan Carlos Montecinos Ríos | RN                                      | 1052                                    | 20,54%                                  |                                         |                                         |
| Germán Ríos San Martín      | ILO                                     | 93                                      | 1,82%                                   |                                         |                                         |
| Adolfo Millabur Ñancuil     | IND                                     | 2774                                    | 54,16%                                  | Electo                                  | Reelecto                                |

Concejales
| Candidato                        | Partido | Votos | %     | Resultado | Información adicional |
| -------------------------------- | ------- | ----- | ----- | --------- | --------------------- |
| José Linco Garrido               | ILE     | 871   | 17,27 | Electo    | Reelecto              |
| Roberto Garrido Catril           | ILE     | 334   | 6,62  | Electo    | Reelecto              |
| Juan Carlos Vargas Villegas      | IND     | 349   | 6,92  | Electo    |                       |
| Javier Enrique Marihuen Huenupil | IND     | 307   | 6,09  | Electo    |                       |
| José Isaías Castro Muñoz         | RN      | 404   | 8,01  | Electo    | Reelecto              |
| Andrea Reinao Millahual          | PPD     | 344   | 6,82  | Electa    | Reelecta              |

## Provincia del Biobío

### Alto Biobío
Alcalde
| Alcalde actual          | Nivaldo Piñaleo Llaulén (PPD) | Nivaldo Piñaleo Llaulén (PPD) | Nivaldo Piñaleo Llaulén (PPD) | Nivaldo Piñaleo Llaulén (PPD) | Nivaldo Piñaleo Llaulén (PPD) |
| Candidato               | Partido                       | Votos                         | %                             | Resultado                     | Información adicional         |
| ----------------------- | ----------------------------- | ----------------------------- | ----------------------------- | ----------------------------- | ----------------------------- |
| Nivaldo Piñaleo Llaulen | PPD                           | 2 036                         | 66,36                         | Electo                        | Reelecto                      |
| Félix Vita Manquepi     | IND                           | 1 032                         | 33,64                         |                               |                               |

Concejales
| Candidato                    | Partido | Votos | %    | Resultado | Información adicional |
| ---------------------------- | ------- | ----- | ---- | --------- | --------------------- |
| Pedro Elías Salazar Mariluan | PDC     | 259   | 9,19 | Electo    |                       |
| Luis Hernan Purran Treca     | ILE     | 119   | 4,22 | Electo    |                       |
| Ariel Enrique Jara Jara      | PRSD    | 158   | 5,60 | Electo    |                       |
| Carmen Ruiz Alarcon          | RN      | 170   | 6,03 | Electa    | Reelecta              |
| Marly Neumann Farias         | UDI     | 130   | 4,61 | Electa    | Reelecta              |
| Pedro Manquepi Vivanco       | ILE     | 135   | 4,79 | Electo    |                       |

### Antuco
Alcalde
| Alcalde actual         | Claudio Solar Jara (PDC) | Claudio Solar Jara (PDC) | Claudio Solar Jara (PDC) | Claudio Solar Jara (PDC) | Claudio Solar Jara (PDC) |
| Candidato              | Partido                  | Votos                    | %                        | Resultado                | Información adicional    |
| ---------------------- | ------------------------ | ------------------------ | ------------------------ | ------------------------ | ------------------------ |
| Mauricio Saldías Parra | PDC                      | 659                      | 26,47                    |                          |                          |
| Jaime Hohmann Gallegos | ILF                      | 63                       | 2,53                     |                          |                          |
| Miguel Abuter León     | IND                      | 985                      | 39,56                    | Electo                   |                          |
| Claudio Reyes Jelves   | IND                      | 783                      | 31,45                    |                          |                          |

Concejales
| Candidato                      | Partido | Votos | %     | Resultado | Información adicional |
| ------------------------------ | ------- | ----- | ----- | --------- | --------------------- |
| Claudio Edelberto Solar Jara   | PDC     | 384   | 15,67 | Electo    | Actual alcalde        |
| Ramón Humberto Águila Espinoza | PS      | 191   | 7,80  | Electo    |                       |
| Víctor Manuel Vivanco Quezada  | PRSD    | 134   | 5,47  | Electo    |                       |
| Fabián Isla Vilche             | PRSD    | 162   | 6,61  | Electo    |                       |
| Diego Francisco Peña Gutiérrez | ILF     | 110   | 4,49  | Electo    |                       |
| Vicente Higueras Urrutia       | PPD     | 222   | 9,06  | Electo    |                       |

### Cabrero
Alcalde
| Alcalde actual       | Mario Gierke Quevedo (IND) | Mario Gierke Quevedo (IND) | Mario Gierke Quevedo (IND) | Mario Gierke Quevedo (IND) | Mario Gierke Quevedo (IND) |
| Candidato            | Partido                    | Votos                      | %                          | Resultado                  | Información adicional      |
| -------------------- | -------------------------- | -------------------------- | -------------------------- | -------------------------- | -------------------------- |
| Hasan Sabag Castillo | PDC                        | 3 863                      | 27,97                      |                            |                            |
| Óscar Órdenes Guíñez | RN                         | 602                        | 4,36                       |                            |                            |
| Jorge Brito Gajardo  | IND                        | 669                        | 4,84                       |                            |                            |
| Mario Gierke Quevedo | IND                        | 8 679                      | 62,83                      | Electo                     | Reelecto                   |

Concejales
| Candidato                       | Partido | Votos | %    | Resultado | Información adicional |
| ------------------------------- | ------- | ----- | ---- | --------- | --------------------- |
| Mario del Carmen Arrue Ramírez  | PDC     | 618   | 4,82 | Electo    |                       |
| Claudio Antonio González Rivera | MAS     | 520   | 4,06 | Electo    |                       |
| Carlos Sepulveda Matamala       | RN      | 635   | 4,96 | Electo    |                       |
| José Figueroa Moreno            | UDI     | 1 083 | 8,45 | Electo    | Reelecto              |
| Luis San Martín Sánchez         | UDI     | 1 254 | 9,79 | Electo    |                       |
| Luis Riquelme Alarcon           | ILE     | 488   | 3,81 | Electo    |                       |

### Laja
Alcalde
| Alcalde actual       | José Pinto Albornoz (PS) | José Pinto Albornoz (PS) | José Pinto Albornoz (PS) | José Pinto Albornoz (PS) | José Pinto Albornoz (PS) |
| Candidato            | Partido                  | Votos                    | %                        | Resultado                | Información adicional    |
| -------------------- | ------------------------ | ------------------------ | ------------------------ | ------------------------ | ------------------------ |
| José Pinto Albornoz  | PS                       | 4 301                    | 45,52                    |                          |                          |
| Vladimir Fica Toledo | ILF                      | 4 611                    | 48,80                    | Electo                   |                          |
| Álex Osses Osses     | IND                      | 536                      | 5,67                     |                          |                          |

Concejales
| Candidato                      | Partido | Votos | %     | Resultado | Información adicional |
| ------------------------------ | ------- | ----- | ----- | --------- | --------------------- |
| Freddy Castro Flores           | PS      | 769   | 8,36  | Electo    |                       |
| Héctor Pérez Aguayo            | ILE     | 881   | 9,58  | Electo    |                       |
| María Isabel Araneda Aburto    | RN      | 773   | 8,41  | Electa    | Reelecta              |
| Luis Espinoza Arroyo           | UDI     | 1 331 | 14,48 | Electo    | Reelecto              |
| José Serra Chandía             | UDI     | 431   | 4,69  | Electo    | Reelecto              |
| Estela Nataly Martínez Montoya | PCCh    | 289   | 3,14  | Electa    |                       |

### Los Ángeles
Alcalde
| Alcalde actual            | Esteban Krause Salazar (PRSD) | Esteban Krause Salazar (PRSD) | Esteban Krause Salazar (PRSD) | Esteban Krause Salazar (PRSD) | Esteban Krause Salazar (PRSD) |
| Candidato                 | Partido                       | Votos                         | %                             | Resultado                     | Información adicional         |
| ------------------------- | ----------------------------- | ----------------------------- | ----------------------------- | ----------------------------- | ----------------------------- |
| Julio Arredondo Espinoza  | PEV                           | 846                           | 1,90%                         |                               |                               |
| Esteban Krause Salazar    | PRSD                          | 27 272                        | 61,20%                        | Electo                        | Reelecto                      |
| Eduardo Borgoño Bustos    | UDI                           | 14 473                        | 32,48%                        |                               |                               |
| Byron Calvert Contreras   | Amplitud                      | 571                           | 1,28%                         |                               |                               |
| Bernardo Canales Carrasco | ILO                           | 653                           | 1,47%                         |                               |                               |
| Juan José Torres Paredes  | IND                           | 746                           | 1,67%                         |                               |                               |

Concejales
| Candidato                         | Partido | Votos | % | Resultado | Información adicional |
| --------------------------------- | ------- | ----- | - | --------- | --------------------- |
| Víctor Lorenzo Salazar Acuña      | PDC     | 2 081 |   | Electo    | Reelecto              |
| Eduardo Velásquez Lagos           | PDC     | 1 954 |   | Electo    |                       |
| Myriam Quezada Pérez              | PRSD    | 2 648 |   | Electa    | Reelecta              |
| Zenon Jorquera Figueroa           | PRSD    | 1 897 |   | Electo    |                       |
| Daniel Badilla Cofre              | RN      | 1 630 |   | Electo    |                       |
| Aníbal Rivas Díaz                 | Evópoli | 2 866 |   | Electo    |                       |
| Daniel Urrutia Muñoz              | Evópoli | 1 636 |   | Electo    |                       |
| Yasna Quezada Valdebenito         | UDI     | 1 999 |   | Electa    | Reelecta              |
| Francisco Javier González Rivas   | UDI     | 899   |   | Electo    |                       |
| Lidia del Carmen Martínez Herrera | PPD     | 1 264 |   | Electa    |                       |

### Mulchén
Alcalde
| Alcalde actual               | Jorge Alberto Rivas Figueroa (PDC) | Jorge Alberto Rivas Figueroa (PDC) | Jorge Alberto Rivas Figueroa (PDC) | Jorge Alberto Rivas Figueroa (PDC) | Jorge Alberto Rivas Figueroa (PDC) |
| Candidato                    | Partido                            | Votos                              | %                                  | Resultado                          | Información adicional              |
| ---------------------------- | ---------------------------------- | ---------------------------------- | ---------------------------------- | ---------------------------------- | ---------------------------------- |
| Jorge Alberto Rivas Figueroa | PDC                                | 7 993                              | 61,50                              | Electo                             | Reelecto                           |
| Francisco Jara Delgado       | ILF                                | 5 003                              | 38,50                              |                                    |                                    |

Concejales
| Candidato                   | Partido | Votos | %    | Resultado | Información adicional |
| --------------------------- | ------- | ----- | ---- | --------- | --------------------- |
| Luz González Contreras      | PDC     | 1 185 | 9,71 | Electo    | Reelecto              |
| Walter Guastavino Rebolledo | PDC     | 403   | 3,3  | Electo    |                       |
| Guido Sanzana Quijada       | ILE     | 1 391 | 11,4 | Electo    |                       |
| Pedro Amigo González        | PRSD    | 1 205 | 9,88 | Electo    | Reelecto              |
| Guillermo Brevis Pereira    | RN      | 871   | 7,09 | Electo    | Reelecto              |
| Ivonne Poblete Bascur       | UDI     | 847   | 6,86 | Electa    | Reelecta              |

### Nacimiento
Alcalde
| Alcalde actual           | Hugo Inostroza Ramírez (PPD) | Hugo Inostroza Ramírez (PPD) | Hugo Inostroza Ramírez (PPD) | Hugo Inostroza Ramírez (PPD) | Hugo Inostroza Ramírez (PPD) |
| Candidato                | Partido                      | Votos                        | %                            | Resultado                    | Información adicional        |
| ------------------------ | ---------------------------- | ---------------------------- | ---------------------------- | ---------------------------- | ---------------------------- |
| Hugo Inostroza Ramírez   | PPD                          | 4 576                        | 39,40                        | Electo                       | Reelecto                     |
| Bernes Toloza Luna       | UDI                          | 3 199                        | 27,54                        |                              |                              |
| Gerardo Montes Cisternas | IND                          | 3 840                        | 33,06                        |                              |                              |

Concejales
| Candidato                 | Partido | Votos | %     | Resultado | Información adicional |
| ------------------------- | ------- | ----- | ----- | --------- | --------------------- |
| Pascual Pereira Contreras | PS      | 519   | 4,41  | Electo    | Reelecto              |
| Waldemar Benítez Medina   | PRSD    | 552   | 4,69  | Electo    | Reelecto              |
| Víctor Campos Riquelme    | PRSD    | 1 173 | 9,96  | Electo    |                       |
| Carlos Toloza Soto        | UDI     | 993   | 8,43  | Electo    |                       |
| Nestór Novoa Velásquez    | ILL     | 1 194 | 10,13 | Electo    |                       |
| Luis Vergara González     | ILP     | 444   | 3,77  | Electo    |                       |

### Negrete
Alcalde
| Alcalde actual           | Francisco Melo Márquez (PPD) | Francisco Melo Márquez (PPD) | Francisco Melo Márquez (PPD) | Francisco Melo Márquez (PPD) | Francisco Melo Márquez (PPD) |
| Candidato                | Partido                      | Votos                        | %                            | Resultado                    | Información adicional        |
| ------------------------ | ---------------------------- | ---------------------------- | ---------------------------- | ---------------------------- | ---------------------------- |
| Francisco Melo Márquez   | PPD                          | 2 045                        | 38,69                        | Electo                       | Reelecto                     |
| Plácido Vidal Barnachea  | ILF                          | 1 385                        | 26,21                        |                              |                              |
| Mauricio Ríos Lavado     | IND                          | 534                          | 10,10                        |                              |                              |
| Edwin Von-Jentschyk Cruz | IND                          | 1 321                        | 25,00                        |                              |                              |

Concejales
| Candidato               | Partido | Votos | %     | Resultado | Información adicional |
| ----------------------- | ------- | ----- | ----- | --------- | --------------------- |
| Rosa Salamanca Cofre    | PDC     | 308   | 5,73  | Electa    | Reelecta              |
| Fabián Lizama Pérez     | ILB     | 729   | 13,57 | Electo    |                       |
| Alfredo Peña Peña       | PRSD    | 801   | 14,91 | Electo    | Reelecto              |
| Marcos Troncoso Salgado | ILG     | 680   | 12,65 | Electo    |                       |
| Jorge Pezo Toloza       | RN      | 289   | 5,37  | Electo    | Reelecto              |
| Carlos Torres Matamala  | PRO     | 234   | 4,35  | Electo    | Reelecto              |

### Quilaco
Alcalde
| Alcalde actual          | Rolando Tirapegui Muñoz (ILE) | Rolando Tirapegui Muñoz (ILE) | Rolando Tirapegui Muñoz (ILE) | Rolando Tirapegui Muñoz (ILE) | Rolando Tirapegui Muñoz (ILE) |
| Candidato               | Partido                       | Votos                         | %                             | Resultado                     | Información adicional         |
| ----------------------- | ----------------------------- | ----------------------------- | ----------------------------- | ----------------------------- | ----------------------------- |
| Rolando Tirapegui Muñoz | ILE                           | 528                           | 21,04                         |                               |                               |
| Fredy Barrueto Viveros  | ILF                           | 870                           | 34,68                         | Electo                        |                               |
| Edgar Solar Jara        | IND                           | 428                           | 17,06                         |                               |                               |
| Pablo Urrutia Maldonado | IND                           | 671                           | 26,74                         |                               |                               |
| Mauricio Paredes Ruiz   | IND                           | 12                            | 0,48                          |                               |                               |

Concejales
| Candidato                    | Partido | Votos | %     | Resultado | Información adicional |
| ---------------------------- | ------- | ----- | ----- | --------- | --------------------- |
| Jaime Sanhueza Parra         | PS      | 219   | 8,54  | Electo    |                       |
| José Villa Ramos             | PDC     | 230   | 8,97  | Electo    |                       |
| Pedro Sanhueza Salamanca     | PRSD    | 366   | 14,27 | Electo    | Reelecto              |
| Manuel Almendras Quezada     | ILG     | 110   | 4,29  | Electo    |                       |
| Miguel Ángel Riquelme Chávez | UDI     | 216   | 8,42  | Electo    |                       |
| Pedro Maureira Quezada       | PRO     | 243   | 9,47  | Electo    |                       |

### Quilleco
Alcalde
| Alcalde actual          | Rodrigo Tapia Avello (IND) | Rodrigo Tapia Avello (IND) | Rodrigo Tapia Avello (IND) | Rodrigo Tapia Avello (IND) | Rodrigo Tapia Avello (IND) |
| Candidato               | Partido                    | Votos                      | %                          | Resultado                  | Información adicional      |
| ----------------------- | -------------------------- | -------------------------- | -------------------------- | -------------------------- | -------------------------- |
| Rodrigo Tapia Avello    | IND                        | 2 056                      | 40,56                      |                            |                            |
| Claudio Benavides Silva | UDI                        | 109                        | 2,15                       |                            |                            |
| Jaime Quilodran Acuña   | IND                        | 2 904                      | 57,29                      | Electo                     |                            |

Concejales
| Candidato                 | Partido | Votos | %     | Resultado | Información adicional |
| ------------------------- | ------- | ----- | ----- | --------- | --------------------- |
| Sergio Espinoza Almendras | PDC     | 311   | 6,03  | Electo    | Reelecto              |
| Luis Pérez Díaz           | PS      | 368   | 7,13  | Electo    |                       |
| Pamela Vial Vega          | ILB     | 730   | 14,15 | Electa    | Reelecta              |
| Mauricio Galindo Herrera  | ILG     | 336   | 6,51  | Electo    |                       |
| Manuel González Abuter    | RN      | 475   | 9,21  | Electo    | Reelecto              |
| Carlos Muñoz Sepúlveda    | RN      | 483   | 9,36  | Electo    | Reelecto              |

### San Rosendo
Alcalde
| Alcalde actual               | Ovidio Sepúlveda San Martín (PDC) | Ovidio Sepúlveda San Martín (PDC) | Ovidio Sepúlveda San Martín (PDC) | Ovidio Sepúlveda San Martín (PDC) | Ovidio Sepúlveda San Martín (PDC) |
| Candidato                    | Partido                           | Votos                             | %                                 | Resultado                         | Información adicional             |
| ---------------------------- | --------------------------------- | --------------------------------- | --------------------------------- | --------------------------------- | --------------------------------- |
| Patricio Moncada Retamal     | PDC                               | 346                               | 11,57                             |                                   |                                   |
| Duverlis Valenzuela Martínez | RN                                | 767                               | 25,64                             |                                   |                                   |
| Julián Espinoza Guzmán       | IND                               | 812                               | 27,15                             |                                   |                                   |
| Rabindranath Acuña Olate     | IND                               | 1 066                             | 35,64                             | Electo                            |                                   |

Concejales
| Candidato                 | Partido | Votos | %     | Resultado | Información adicional |
| ------------------------- | ------- | ----- | ----- | --------- | --------------------- |
| Jorge Rozas Soto          | PDC     | 236   | 7,78  | Electo    | Reelecto              |
| Gabriel Sepúlveda Mora    | PDC     | 298   | 9,82  | Electo    |                       |
| Felipe Sánchez Concha     | ILB     | 201   | 6,62  | Electo    |                       |
| Jaime Quiroz Flores       | ILG     | 149   | 4,10  | Electo    |                       |
| Joaquín Sanhueza Villamán | ILG     | 383   | 12,62 | Electo    |                       |
| Nelson Bermedo Guzmán     | RN      | 483   | 7,71  | Electo    |                       |

### Santa Bárbara
Alcalde
| Alcalde actual         | Daniel Salamanca Pérez PDC | Daniel Salamanca Pérez PDC | Daniel Salamanca Pérez PDC | Daniel Salamanca Pérez PDC | Daniel Salamanca Pérez PDC |
| Candidato              | Partido                    | Votos                      | %                          | Resultado                  | Información adicional      |
| ---------------------- | -------------------------- | -------------------------- | -------------------------- | -------------------------- | -------------------------- |
| Daniel Salamanca Pérez | PDC                        | 4 046                      | 62,50                      | Electo                     | Reelecto                   |
| Daniel Iraira Sagredo  | IND                        | 2 428                      | 37,50                      |                            |                            |

Concejales
| Candidato               | Partido | Votos | %    | Resultado | Información adicional |
| ----------------------- | ------- | ----- | ---- | --------- | --------------------- |
| Pedro Pacheco Gatica    | PDC     | 579   | 8,75 | Electo    | Reelecto              |
| Héctor Quezada Quezada  | ILB     | 280   | 4,23 | Electo    |                       |
| Edmundo Rodríguez Cofre | PRSD    | 567   | 8,57 | Electo    | Reelecto              |
| Claudio Melo Pérez      | RN      | 513   | 7,75 | Electo    |                       |
| Pedro Sanhueza Cáceres  | ILJ     | 234   | 3,54 | Electo    |                       |
| Juan Obreque Urrutia    | UDI     | 319   | 4,82 | Electo    | Reelecto              |

### Tucapel
Alcalde
| Alcalde actual                 | José Antonio Fernández Alister (PPD) | José Antonio Fernández Alister (PPD) | José Antonio Fernández Alister (PPD) | José Antonio Fernández Alister (PPD) | José Antonio Fernández Alister (PPD) |
| Candidato                      | Partido                              | Votos                                | %                                    | Resultado                            | Información adicional                |
| ------------------------------ | ------------------------------------ | ------------------------------------ | ------------------------------------ | ------------------------------------ | ------------------------------------ |
| José Antonio Fernández Alister | PPD                                  | 3 499                                | 47,46                                |                                      |                                      |
| Jaime Veloso Jara              | RN                                   | 3 664                                | 49,70                                | Electo                               |                                      |
| Alexi Pérez Castro             | IND                                  | 209                                  | 2,84                                 |                                      |                                      |

Concejales
| Candidato                 | Partido | Votos | %     | Resultado | Información adicional |
| ------------------------- | ------- | ----- | ----- | --------- | --------------------- |
| Jaime Henríquez Vega      | PDC     | 935   | 12,33 | Electo    | Reelecto              |
| Gonzalo Mardones Vidal    | PRSD    | 468   | 6,29  | Electo    |                       |
| Magaly Jara Hernández     | RN      | 547   | 7,35  | Electa    | Reelecta              |
| Jorge Riquelme Ferrada    | RN      | 406   | 5,46  | Electo    | Reelecto              |
| Héctor Cordova Sabbah     | PPD     | 563   | 7,56  | Electo    | Reelecto              |
| Tania Villalobos Anabalón | PPD     | 490   | 6,58  | Electa    |                       |

### Yumbel
Alcalde
| Alcalde actual             | Jaime Gacitúa Echeverría (PRSD) | Jaime Gacitúa Echeverría (PRSD) | Jaime Gacitúa Echeverría (PRSD) | Jaime Gacitúa Echeverría (PRSD) | Jaime Gacitúa Echeverría (PRSD) |
| Candidato                  | Partido                         | Votos                           | %                               | Resultado                       | Información adicional           |
| -------------------------- | ------------------------------- | ------------------------------- | ------------------------------- | ------------------------------- | ------------------------------- |
| Jaime Gacitúa Echeverría   | PRSD                            | 1 149                           | 10,96                           |                                 |                                 |
| Verónica Monsalve Anabalón | RN                              | 599                             | 5,71                            |                                 |                                 |
| Sergio Parra Navarrete     | Amplitud                        | 60                              | 0,57                            |                                 |                                 |
| Cristian Astorga Canales   | IND                             | 390                             | 3,72                            |                                 |                                 |
| Juan Cabezas Vega          | IND                             | 4 843                           | 46,18                           | Electo                          |                                 |
| Sandra Roa Montoya         | IND                             | 258                             | 2,46                            |                                 |                                 |
| Eric Ulloa Sáez            | IND                             | 441                             | 4,21                            |                                 |                                 |
| Raúl Betancur Ayala        | IND                             | 2 747                           | 26,19                           |                                 |                                 |

Concejales
| Candidato                | Partido | Votos | %    | Resultado | Información adicional |
| ------------------------ | ------- | ----- | ---- | --------- | --------------------- |
| Juan Herrera Gacitua     | PS      | 806   | 7,50 | Electo    |                       |
| José Jiménez Inostroza   | PDC     | 728   | 6,78 | Electo    | Reelecto              |
| Mauricio Ruiz Hermosilla | ILB     | 639   | 5,95 | Electo    |                       |
| Carlos Pinilla Pinilla   | MAS     | 771   | 7,18 | Electo    |                       |
| Pedro Zúñiga Lagos       | ILG     | 691   | 6,43 | Electo    |                       |
| Gabriel Quiroz Gallegos  | RN      | 465   | 4,33 | Electo    |                       |

## Provincia de Concepción

### Chiguayante
Alcalde
| Alcalde actual           | Antonio Rivas Villalobos (PS) | Antonio Rivas Villalobos (PS) | Antonio Rivas Villalobos (PS) | Antonio Rivas Villalobos (PS) | Antonio Rivas Villalobos (PS) |
| Candidato                | Partido                       | Votos                         | %                             | Resultado                     | Información adicional         |
| ------------------------ | ----------------------------- | ----------------------------- | ----------------------------- | ----------------------------- | ----------------------------- |
| Antonio Rivas Villalobos | PS                            | 12 452                        | 53,83                         | Electo                        | Reelecto                      |
| Francesca Muñoz González | RN                            | 1 784                         | 7,71                          |                               |                               |
| Jorge Lozano Zapata      | IND                           | 8 896                         | 38,46                         |                               |                               |

### Concepción
Alcalde
| Alcalde actual                    | Álvaro Ortiz (PDC) | Álvaro Ortiz (PDC) | Álvaro Ortiz (PDC) | Álvaro Ortiz (PDC) | Álvaro Ortiz (PDC)    |
| Candidato                         | Partido            | Votos              | %                  | Resultado          | Información adicional |
| --------------------------------- | ------------------ | ------------------ | ------------------ | ------------------ | --------------------- |
| Álvaro Ortiz Vera                 | PDC                | 25 221             | 46,73              | Electo             | Reelecto              |
| Cristian van Rysselberghe Herrera | UDI                | 18 196             | 33,71              |                    |                       |
| Yolanda González Rebolledo        | Amplitud           | 804                | 1,49               |                    |                       |
| Juan Polizzi Contreras            | IND                | 5 130              | 9,50               |                    |                       |
| Alejandra Smith Becerra           | IND                | 4 624              | 8,57               |                    |                       |

Concejales
| Pacto                          | Candidatos | Votos  | %       | Concejales electos                                         |
| ------------------------------ | ---------- | ------ | ------- | ---------------------------------------------------------- |
| Nueva Mayoría (3 listas)       | 30         | 23 338 | 46,29 % | 6/10                                                       |
| Chile Vamos (3 listas)         | 27         | 20 213 | 40,28 % | 4/10                                                       |
| Poder Ecologista y Ciudadano   | 6          | 2 171  | 4,38 %  | 0/10                                                       |
| Alternativa Democrática        | 8          | 1 783  | 3,63 %  | 0/10                                                       |
| Pueblo Unido                   | 8          | 1 368  | 2,76 %  | 0/10                                                       |
| Yo Marco por el Cambio         | 10         | 1 012  | 2,02 %  | 0/10                                                       |
| Chile quiere Amplitud          | 2          | 319    | 0,63 %  | 0/10                                                       |
| Concejales electos             |            |        |         |                                                            |
| Candidatos                     | Partido    | Votos  | %       | Resultado                                                  |
| Fabiola Troncoso Alvarado      | PDC        | 3 788  | 7,58 %  | Reelecta concejala (2° Periodo) Presidenta (s) del Concejo |
| Héctor Muñoz Uribe             | RN         | 3 718  | 7,44 %  | Reelecto concejal (2° Periodo)                             |
| Jaime Monjes Farías            | PDC        | 3 625  | 7,26 %  | Reelecto concejal (2° Periodo)                             |
| Joaquín Eguiluz Herrera        | RN         | 2 357  | 4,72 %  | Reelecto concejal (2° Periodo)                             |
| Emilio Armstrong Delpín        | UDI        | 1 863  | 3,73 %  | Electo concejal                                            |
| Christian Paulsen Espejo-Pando | UDI        | 1 860  | 3,72 %  | Reelecto concejal (2° Periodo)                             |
| Boris Negrete Canales          | PDC        | 1 536  | 3,07 %  | Electo concejal                                            |
| Alex Iturra Jara               | PCCh       | 1 195  | 2,39 %  | Reelecto concejal (2° Periodo)                             |
| Patricia García Mora           | PS         | 875    | 1,75 %  | Electa concejala                                           |
| Ricardo Tróstel Provoste       | PR         | 639    | 1,28 %  | Electo concejal                                            |

En cursiva, concejales reelectos.

### Coronel
Alcalde
| Alcalde actual           | Leonidas Romero Sáez (RN) | Leonidas Romero Sáez (RN) | Leonidas Romero Sáez (RN) | Leonidas Romero Sáez (RN) | Leonidas Romero Sáez (RN) |
| Candidato                | Partido                   | Votos                     | %                         | Resultado                 | Información adicional     |
| ------------------------ | ------------------------- | ------------------------- | ------------------------- | ------------------------- | ------------------------- |
| Boris Chamorro Rebolledo | MAS                       | 20 405                    | 57,58                     | Electo                    |                           |
| Leonidas Romero Sáez     | RN                        | 11 256                    | 31,77                     |                           |                           |
| Federico Ewert Daza      | PRO                       | 398                       | 1,12                      |                           |                           |
| Pedro Neira Milchio      | PH                        | 3 376                     | 9,53                      |                           |                           |

### Florida
Alcalde
| Alcalde actual       | Jorge Roa Villegas (PDC) | Jorge Roa Villegas (PDC) | Jorge Roa Villegas (PDC) | Jorge Roa Villegas (PDC) | Jorge Roa Villegas (PDC) |
| Candidato            | Partido                  | Votos                    | %                        | Resultado                | Información adicional    |
| -------------------- | ------------------------ | ------------------------ | ------------------------ | ------------------------ | ------------------------ |
| Jorge Roa Villegas   | PDC                      | 2 632                    | 48,09                    | Electo                   | Reelecto                 |
| Juan Vergara Reyes   | UDI                      | 1 638                    | 29,93                    |                          |                          |
| Gerardo Cid Carrasco | PRO                      | 1 203                    | 21,98                    |                          |                          |

### Hualpén
Alcalde
| Alcalde actual            | Fabiola Lagos Lizama (PPD) | Fabiola Lagos Lizama (PPD) | Fabiola Lagos Lizama (PPD) | Fabiola Lagos Lizama (PPD) | Fabiola Lagos Lizama (PPD) |
| Candidato                 | Partido                    | Votos                      | %                          | Resultado                  | Información adicional      |
| ------------------------- | -------------------------- | -------------------------- | -------------------------- | -------------------------- | -------------------------- |
| Miguel Rivera Morales     | PPD                        | 8 221                      | 30,85                      |                            |                            |
| Gabriel Torres Hermosilla | RN                         | 8 444                      | 31,69                      |                            |                            |
| Katherine Torres Machuca  | IND                        | 8 772                      | 32,92                      | Electa                     |                            |
| Elicia Herrera Ferrada    | IND                        | 1 207                      | 4,53                       |                            |                            |

### Hualqui
Alcalde
| Alcalde actual               | Ricardo Fuentes Palma (ILE) | Ricardo Fuentes Palma (ILE) | Ricardo Fuentes Palma (ILE) | Ricardo Fuentes Palma (ILE) | Ricardo Fuentes Palma (ILE) |
| Candidato                    | Partido                     | Votos                       | %                           | Resultado                   | Información adicional       |
| ---------------------------- | --------------------------- | --------------------------- | --------------------------- | --------------------------- | --------------------------- |
| Ricardo Fuentes Palma        | ILE                         | 5 218                       | 62,09                       | Electo                      | Reelecto                    |
| Jorge Mardones Rodríguez     | UDI                         | 2 229                       | 26,52                       |                             |                             |
| Roberto Francesconi Riquelme | PRO                         | 957                         | 11,39                       |                             |                             |

### Lota
Alcalde
| Alcalde actual                | Patricio Marchant Ulloa (IND) | Patricio Marchant Ulloa (IND) | Patricio Marchant Ulloa (IND) | Patricio Marchant Ulloa (IND) | Patricio Marchant Ulloa (IND) |
| Candidato                     | Partido                       | Votos                         | %                             | Resultado                     | Información adicional         |
| ----------------------------- | ----------------------------- | ----------------------------- | ----------------------------- | ----------------------------- | ----------------------------- |
| Mauricio Velásquez Valenzuela | ILE                           | 8 501                         | 35,79                         | Electo                        |                               |
| Jaime Vásquez Castillo        | ILF                           | 7 902                         | 33,26                         |                               |                               |
| Luis Ceballos Bustos          | Amplitud                      | 680                           | 2,86                          |                               |                               |
| Sabino Rivas Ulloa            | ILO                           | 158                           | 0,67                          |                               |                               |
| Patricio Marchant Ulloa       | IND                           | 6 514                         | 27,42                         |                               |                               |

### Penco
Alcalde
| Alcalde actual            | Víctor Figueroa Rebolledo (PDC) | Víctor Figueroa Rebolledo (PDC) | Víctor Figueroa Rebolledo (PDC) | Víctor Figueroa Rebolledo (PDC) | Víctor Figueroa Rebolledo (PDC) |
| Candidato                 | Partido                         | Votos                           | %                               | Resultado                       | Información adicional           |
| ------------------------- | ------------------------------- | ------------------------------- | ------------------------------- | ------------------------------- | ------------------------------- |
| Héctor Escalona Inzunza   | ILC                             | 756                             | 3,77                            |                                 |                                 |
| Víctor Figueroa Rebolledo | PDC                             | 11 698                          | 58,38                           | Electo                          | Reelecto                        |
| Rodrigo Vera Riquelme     | ILF                             | 2 316                           | 11,56                           |                                 |                                 |
| Domingo Montecinos Osses  | ILO                             | 92                              | 0,46                            |                                 |                                 |
| Guillermo Cáceres Collao  | IND                             | 4 924                           | 24,58                           |                                 |                                 |
| Virginia Valderrama Nova  | IND                             | 250                             | 1,25                            |                                 |                                 |

### San Pedro de la Paz
Alcalde
| Alcalde actual        | Audito Retamal Lazo (IND) | Audito Retamal Lazo (IND) | Audito Retamal Lazo (IND) | Audito Retamal Lazo (IND) | Audito Retamal Lazo (IND) |
| Candidato             | Partido                   | Votos                     | %                         | Resultado                 | Información adicional     |
| --------------------- | ------------------------- | ------------------------- | ------------------------- | ------------------------- | ------------------------- |
| Hemar Grollmus Avaria | ILC                       | 3 360                     | 13,15                     |                           |                           |
| Javier Guiñez Castro  | PDC                       | 6 704                     | 26,23                     |                           |                           |
| Pedro Venegas Guerra  | ILF                       | 3 685                     | 14,42                     |                           |                           |
| Jaime Soto Figueroa   | IND                       | 4 859                     | 19,01                     |                           |                           |
| Audito Retamal Lazo   | IND                       | 6 953                     | 27,20                     | Electo                    | Reelecto                  |

### Santa Juana
Alcalde
| Alcalde actual      | Ángel Castro Medina (PDC) | Ángel Castro Medina (PDC) | Ángel Castro Medina (PDC) | Ángel Castro Medina (PDC) | Ángel Castro Medina (PDC) |
| Candidato           | Partido                   | Votos                     | %                         | Resultado                 | Información adicional     |
| ------------------- | ------------------------- | ------------------------- | ------------------------- | ------------------------- | ------------------------- |
| Ángel Castro Medina | PDC                       | 4 228                     | 65,76                     | Electo                    | Reelecto                  |
| Víctor Palma Cruces | RN                        | 2 201                     | 34,24                     |                           |                           |

### Talcahuano
Alcalde
| Alcalde actual             | Gáston Saavedra Chandía (PS) | Gáston Saavedra Chandía (PS) | Gáston Saavedra Chandía (PS) | Gáston Saavedra Chandía (PS) | Gáston Saavedra Chandía (PS) |
| Candidato                  | Partido                      | Votos                        | %                            | Resultado                    | Información adicional        |
| -------------------------- | ---------------------------- | ---------------------------- | ---------------------------- | ---------------------------- | ---------------------------- |
| Leocan Portus Urbina       | PPD                          | 11 976                       | 35,94                        |                              |                              |
| Henry Campos Coa           | UDI                          | 13 146                       | 39,45                        | Electo                       |                              |
| Cristóbal Saavedra Alarcón | Amplitud                     | 1 353                        | 4,06                         |                              |                              |
| Jaime Peñailillo Garrido   | IND                          | 6 847                        | 20,55                        |                              |                              |

### Tomé
Alcalde
| Alcalde actual            | Ivonne Rivas Ortiz (PDC) | Ivonne Rivas Ortiz (PDC) | Ivonne Rivas Ortiz (PDC) | Ivonne Rivas Ortiz (PDC) | Ivonne Rivas Ortiz (PDC) |
| Candidato                 | Partido                  | Votos                    | %                        | Resultado                | Información adicional    |
| ------------------------- | ------------------------ | ------------------------ | ------------------------ | ------------------------ | ------------------------ |
| Ivonne Rivas Ortiz        | PDC                      | 8 750                    | 40,83                    |                          |                          |
| José Fuentealba Pardo     | UDI                      | 2 005                    | 9,36                     |                          |                          |
| Luis Molina Vega          | IND                      | 1 541                    | 7,19                     |                          |                          |
| Eduardo Aguilera Aguilera | IND                      | 9 134                    | 42,62                    | Electo                   |                          |

## Provincia de Ñuble
Este fue el último proceso de la provincia de Ñuble como parte de la región del Bío Bío, debido a la creación de la Región de Ñuble en 2017, la cual entró en efecto en 2018.

### Bulnes
Alcalde
| Alcalde actual            | Ernesto Sánchez Fuentes (IND) | Ernesto Sánchez Fuentes (IND) | Ernesto Sánchez Fuentes (IND) | Ernesto Sánchez Fuentes (IND) | Ernesto Sánchez Fuentes (IND) |
| Candidato                 | Partido                       | Votos                         | %                             | Resultado                     | Información adicional         |
| ------------------------- | ----------------------------- | ----------------------------- | ----------------------------- | ----------------------------- | ----------------------------- |
| Jorge Hidalgo Oñate       | ILC                           | 3 459                         | 35,23                         | Electo                        |                               |
| Guillermo Yeber Rodríguez | PDC                           | 2 589                         | 26,37                         |                               |                               |
| Ricardo Soto Torres       | RN                            | 2 246                         | 22,87                         |                               |                               |
| Ernesto Sánchez Fuentes   | IND                           | 1 525                         | 15,53                         |                               |                               |

### Chillán
Alcalde
| Alcalde actual        | Sergio Zarzar Andonie (ILH) | Sergio Zarzar Andonie (ILH) | Sergio Zarzar Andonie (ILH) | Sergio Zarzar Andonie (ILH) | Sergio Zarzar Andonie (ILH) |
| Candidato             | Partido                     | Votos                       | %                           | Resultado                   | Información adicional       |
| --------------------- | --------------------------- | --------------------------- | --------------------------- | --------------------------- | --------------------------- |
| Aldo Bernucci Díaz    | PRSD                        | 17 359                      | 36,37                       |                             | Alcalde desde 1994 a 2008.  |
| Sergio Zarzar Andonie | ILF                         | 27 115                      | 56,82                       | Electo                      | Reelecto                    |
| Hugo Guiñez Mardones  | Amplitud                    | 1155                        | 2,42                        |                             |                             |
| Enrique Jara Rivera   | ILM                         | 2096                        | 4,39                        |                             |                             |

### Chillán Viejo
Alcalde
| Alcalde actual          | Felipe Aylwin Lagos (IND) | Felipe Aylwin Lagos (IND) | Felipe Aylwin Lagos (IND) | Felipe Aylwin Lagos (IND) | Felipe Aylwin Lagos (IND) |
| Candidato               | Partido                   | Votos                     | %                         | Resultado                 | Información adicional     |
| ----------------------- | ------------------------- | ------------------------- | ------------------------- | ------------------------- | ------------------------- |
| Felipe Aylwin Lagos     | PS                        | 2907                      | 33,95                     | Electo                    | Reelecto                  |
| Rodrigo González Rivera | RN                        | 1070                      | 12,50                     |                           |                           |
| Viviana Arias Navarrete | Igualdad                  | 305                       | 3,56                      |                           |                           |
| Rodolfo Gazmuri Sánchez | PRO                       | 2141                      | 25,01                     |                           |                           |
| Samuel Jiménez Letelier | IND                       | 1892                      | 22,10                     |                           |                           |
| Juan Illanes Palma      | IND                       | 247                       | 2,88                      |                           |                           |

### Cobquecura
Alcalde
| Alcalde actual        | Osvaldo Caro Caro (ILH) | Osvaldo Caro Caro (ILH) | Osvaldo Caro Caro (ILH) | Osvaldo Caro Caro (ILH) | Osvaldo Caro Caro (ILH) |
| Candidato             | Partido                 | Votos                   | %                       | Resultado               | Información adicional   |
| --------------------- | ----------------------- | ----------------------- | ----------------------- | ----------------------- | ----------------------- |
| Julio Fuentes Alarcón | PRSD                    | 2342                    | 54,90                   | Electo                  |                         |
| Osvaldo Caro Caro     | RN                      | 1924                    | 45,10                   |                         |                         |

### Coelemu
Alcalde
| Alcalde actual             | Laura Aravena Alarcón (ILF) | Laura Aravena Alarcón (ILF) | Laura Aravena Alarcón (ILF) | Laura Aravena Alarcón (ILF) | Laura Aravena Alarcón (ILF) |
| Candidato                  | Partido                     | Votos                       | %                           | Resultado                   | Información adicional       |
| -------------------------- | --------------------------- | --------------------------- | --------------------------- | --------------------------- | --------------------------- |
| Alejandro Pedreros Urrutia | ILE                         | 4610                        | 51,69                       | Electo                      |                             |
| Laura Aravena Alarcón      | ILF                         | 4308                        | 48,31                       |                             |                             |

### Coihueco
Alcalde
| Alcalde actual          | Carlos Chandía Alarcón (ILF) | Carlos Chandía Alarcón (ILF) | Carlos Chandía Alarcón (ILF) | Carlos Chandía Alarcón (ILF) | Carlos Chandía Alarcón (ILF) |
| Candidato               | Partido                      | Votos                        | %                            | Resultado                    | Información adicional        |
| ----------------------- | ---------------------------- | ---------------------------- | ---------------------------- | ---------------------------- | ---------------------------- |
| Arnoldo Jiménez Venegas | PPD                          | 5 141                        | 43,06                        |                              |                              |
| Carlos Chandía Alarcón  | ILF                          | 6 798                        | 56,94                        | Electo                       | Reelecto                     |

### El Carmen
Alcalde
| Alcalde actual          | José San Martín Rubilar (PDC) | José San Martín Rubilar (PDC) | José San Martín Rubilar (PDC) | José San Martín Rubilar (PDC) | José San Martín Rubilar (PDC) |
| Candidato               | Partido                       | Votos                         | %                             | Resultado                     | Información adicional         |
| ----------------------- | ----------------------------- | ----------------------------- | ----------------------------- | ----------------------------- | ----------------------------- |
| José San Martín Rubilar | PDC                           | 5024                          | 72,92                         | Electo                        | Reelecto                      |
| Ester Martínez Núñez    | RN                            | 87                            | 1,26                          |                               |                               |
| Juan Díaz González      | IND                           | 1779                          | 25,82                         |                               |                               |

### Ninhue
Alcalde
| Alcalde actual              | Carmen Blanco Hadi (RN) | Carmen Blanco Hadi (RN) | Carmen Blanco Hadi (RN) | Carmen Blanco Hadi (RN) | Carmen Blanco Hadi (RN) |
| Candidato                   | Partido                 | Votos                   | %                       | Resultado               | Información adicional   |
| --------------------------- | ----------------------- | ----------------------- | ----------------------- | ----------------------- | ----------------------- |
| Luis Molina Melo            | PDC                     | 2099                    | 48,94                   |                         |                         |
| Carmen Blanco Hadi          | RN                      | 2115                    | 49,31                   | Electa                  | Reelecta                |
| Paulina Villanueva Andrades | ILO                     | 75                      | 1,75                    |                         |                         |

### Ñiquén
Alcalde
| Alcalde actual         | Manuel Pino Turra (UDI) | Manuel Pino Turra (UDI) | Manuel Pino Turra (UDI) | Manuel Pino Turra (UDI) | Manuel Pino Turra (UDI) |
| Candidato              | Partido                 | Votos                   | %                       | Resultado               | Información adicional   |
| ---------------------- | ----------------------- | ----------------------- | ----------------------- | ----------------------- | ----------------------- |
| Rodrigo Fuentes Cartes | ILE                     | 2247                    | 38,07                   |                         |                         |
| Manuel Pino Turra      | UDI                     | 3656                    | 61,93                   | Electo                  | Reelecto                |

### Pemuco
Alcalde
| Alcalde actual       | Jacqueline Guíñez Núñez (ILH) | Jacqueline Guíñez Núñez (ILH) | Jacqueline Guíñez Núñez (ILH) | Jacqueline Guíñez Núñez (ILH) | Jacqueline Guíñez Núñez (ILH) |
| Candidato            | Partido                       | Votos                         | %                             | Resultado                     | Información adicional         |
| -------------------- | ----------------------------- | ----------------------------- | ----------------------------- | ----------------------------- | ----------------------------- |
| Julio Muñoz Salazar  | PDC                           | 1884                          | 37,70                         |                               |                               |
| Johnson Guíñez Núñez | ILF                           | 2336                          | 46,75                         | Electo                        |                               |
| Óscar Reyes Barra    | ILO                           | 777                           | 15,55                         |                               |                               |

### Pinto
Alcalde
| Alcalde actual        | Fernando Chávez Guíñez (UDI) | Fernando Chávez Guíñez (UDI) | Fernando Chávez Guíñez (UDI) | Fernando Chávez Guíñez (UDI) | Fernando Chávez Guíñez (UDI) |
| Candidato             | Partido                      | Votos                        | %                            | Resultado                    | Información adicional        |
| --------------------- | ---------------------------- | ---------------------------- | ---------------------------- | ---------------------------- | ---------------------------- |
| Eduardo Larenas Suazo | ILE                          | 1394                         | 24,06                        |                              |                              |
| Manuel Guzmán Aedo    | UDI                          | 4073                         | 70,28                        | Electo                       |                              |
| Adriana Arce Díaz     | ILO                          | 328                          | 5,66                         |                              |                              |

### Portezuelo
Alcalde
| Alcalde actual            | René Schuffeneger Salas (RN) | René Schuffeneger Salas (RN) | René Schuffeneger Salas (RN) | René Schuffeneger Salas (RN) | René Schuffeneger Salas (RN) |
| Candidato                 | Partido                      | Votos                        | %                            | Resultado                    | Información adicional        |
| ------------------------- | ---------------------------- | ---------------------------- | ---------------------------- | ---------------------------- | ---------------------------- |
| Modesto Sepúlveda Andrade | ILE                          | 1712                         | 42,21                        |                              |                              |
| René Schuffeneger Salas   | RN                           | 2344                         | 57,79                        | Electo                       | Reelecto                     |

### Quillón
Alcalde
| Alcalde actual      | Alberto Gyhra Soto (RN) | Alberto Gyhra Soto (RN) | Alberto Gyhra Soto (RN) | Alberto Gyhra Soto (RN) | Alberto Gyhra Soto (RN) |
| Candidato           | Partido                 | Votos                   | %                       | Resultado               | Información adicional   |
| ------------------- | ----------------------- | ----------------------- | ----------------------- | ----------------------- | ----------------------- |
| Jorge Muñoz Álvarez | PDC                     | 2326                    | 30,46                   |                         |                         |
| Alberto Gyhra Soto  | RN                      | 3820                    | 50,03                   | Electo                  | Reelecto                |
| Hilda Quezada Bravo | IND                     | 1489                    | 19,50                   |                         |                         |

### Quirihue
Alcalde
| Alcalde actual            | Richard Irribarra Ramírez (PRSD) | Richard Irribarra Ramírez (PRSD) | Richard Irribarra Ramírez (PRSD) | Richard Irribarra Ramírez (PRSD) | Richard Irribarra Ramírez (PRSD) |
| Candidato                 | Partido                          | Votos                            | %                                | Resultado                        | Información adicional            |
| ------------------------- | -------------------------------- | -------------------------------- | -------------------------------- | -------------------------------- | -------------------------------- |
| Richard Irribarra Ramírez | PRSD                             | 3448                             | 53,77                            | Electo                           | Reelecto                         |
| Sebastián Godoy Bustos    | ILF                              | 2964                             | 46,23                            |                                  |                                  |

### Ránquil
Alcalde
| Alcalde actual         | Carlos Garrido Cárcamo (ILF) | Carlos Garrido Cárcamo (ILF) | Carlos Garrido Cárcamo (ILF) | Carlos Garrido Cárcamo (ILF) | Carlos Garrido Cárcamo (ILF) |
| Candidato              | Partido                      | Votos                        | %                            | Resultado                    | Información adicional        |
| ---------------------- | ---------------------------- | ---------------------------- | ---------------------------- | ---------------------------- | ---------------------------- |
| Benito Bravo Delgado   | PPD                          | 2180                         | 61,43                        | Electo                       |                              |
| Carlos Garrido Cárcamo | ILF                          | 1369                         | 38,57                        |                              |                              |

### San Carlos
Alcalde
| Alcalde actual              | Hugo Gebrie Asfura (RN) | Hugo Gebrie Asfura (RN) | Hugo Gebrie Asfura (RN) | Hugo Gebrie Asfura (RN) | Hugo Gebrie Asfura (RN) |
| Candidato                   | Partido                 | Votos                   | %                       | Resultado               | Información adicional   |
| --------------------------- | ----------------------- | ----------------------- | ----------------------- | ----------------------- | ----------------------- |
| Gastón Suazo Soto           | PS                      | 7381                    | 39,73                   |                         |                         |
| Hugo Gebrie Asfura          | RN                      | 10 404                  | 56,00                   | Electo                  | Reelecto                |
| Francisco Contreras Salinas | AMP                     | 792                     | 4,26                    |                         |                         |

### San Fabián
Alcalde
| Alcalde actual           | Lorena Jardua Campos (ILH) | Lorena Jardua Campos (ILH) | Lorena Jardua Campos (ILH) | Lorena Jardua Campos (ILH) | Lorena Jardua Campos (ILH) |
| Candidato                | Partido                    | Votos                      | %                          | Resultado                  | Información adicional      |
| ------------------------ | -------------------------- | -------------------------- | -------------------------- | -------------------------- | -------------------------- |
| Claudio Almuna Garrido   | PEV                        | 1344                       | 46,27                      | Electo                     |                            |
| Fernando Correa Sandoval | ILE                        | 403                        | 13,87                      |                            |                            |
| Lorena Jardua Campos     | ILF                        | 1158                       | 39,86                      |                            |                            |

### San Ignacio
Alcalde
| Alcalde actual             | Wilson Olivares Bustamante (PRSD) | Wilson Olivares Bustamante (PRSD) | Wilson Olivares Bustamante (PRSD) | Wilson Olivares Bustamante (PRSD) | Wilson Olivares Bustamante (PRSD) |
| Candidato                  | Partido                           | Votos                             | %                                 | Resultado                         | Información adicional             |
| -------------------------- | --------------------------------- | --------------------------------- | --------------------------------- | --------------------------------- | --------------------------------- |
| Wilson Olivares Bustamante | PRSD                              | 3362                              | 43,44                             |                                   |                                   |
| Osiel Soto Lagos           | UDI                               | 4377                              | 56,56                             | Electo                            |                                   |

### San Nicolás
Alcalde
| Alcalde actual             | Víctor Toro Leiva (ILE) | Víctor Toro Leiva (ILE) | Víctor Toro Leiva (ILE) | Víctor Toro Leiva (ILE) | Víctor Toro Leiva (ILE) |
| Candidato                  | Partido                 | Votos                   | %                       | Resultado               | Información adicional   |
| -------------------------- | ----------------------- | ----------------------- | ----------------------- | ----------------------- | ----------------------- |
| Víctor Toro Leiva          | ILE                     | 3602                    | 53,80                   | Electo                  |                         |
| Víctor Rice Sánchez        | ILF                     | 2947                    | 44,02                   |                         |                         |
| Francisco Irribarra Barría | PH                      | 146                     | 2,18                    |                         |                         |

### Trehuaco
Alcalde
| Alcalde actual        | Luis Cuevas Ibarra (IND) | Luis Cuevas Ibarra (IND) | Luis Cuevas Ibarra (IND) | Luis Cuevas Ibarra (IND) | Luis Cuevas Ibarra (IND) |
| Candidato             | Partido                  | Votos                    | %                        | Resultado                | Información adicional    |
| --------------------- | ------------------------ | ------------------------ | ------------------------ | ------------------------ | ------------------------ |
| Luis Cuevas Ibarra    | IND                      | 2609                     | 56,33                    | Electo                   | Reelecto                 |
| Fernando Chandía Nova | IND                      | 2023                     | 43,67                    |                          |                          |

### Yungay
Alcalde
| Alcalde actual             | Pedro Inostroza Valenzuela (UDI) | Pedro Inostroza Valenzuela (UDI) | Pedro Inostroza Valenzuela (UDI) | Pedro Inostroza Valenzuela (UDI) | Pedro Inostroza Valenzuela (UDI) |
| Candidato                  | Partido                          | Votos                            | %                                | Resultado                        | Información adicional            |
| -------------------------- | -------------------------------- | -------------------------------- | -------------------------------- | -------------------------------- | -------------------------------- |
| Rafael Cifuentes Rodríguez | PS                               | 3458                             | 48,24                            | Electo                           |                                  |
| Pedro Inostroza Valenzuela | UDI                              | 3119                             | 43,51                            |                                  |                                  |
| Héctor Campos Molina       | IND                              | 270                              | 3,77                             |                                  |                                  |
| María Angélica Reyes Ramos | IND                              | 321                              | 4,48                             |                                  |                                  |